# Dagmar Berg
Dagmar Louise Augusta Berg, född 20 december 1887 i Stockholm, död 10 april 1954 i Kairo, var en svensk lärare och professor samt författare och översättare, från 1925 verksam i Egypten.

## Yrkeskarriär
Efter studier i Uppsala och en filosofie kandidatexamen 1915 var hon 1919–1924 lärare vid Nya elementarskolan för flickor. På 1910-talet och början av 1920-talet var hon också verksam som översättare. 
Sedan Egypten blev självständigt kallades hon 1925 av landets undervisningsministerium att starta den första moderna flickskolan i Kairo, Girls college eller Kasr-el-Dubara College. ”Den blev under hennes ledning en mönsterskola, dit alla rika paschor skickade sig döttrar”, enligt Dagens Nyheter. Hon var skolans rektor 1925–1939.

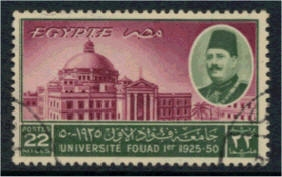
Fuad I:s universitet på ett egyptiskt frimärke från 1950, då Dagmar Berg var verksam där. Universitetet startade 1925, samma år som Dagmar Berg anlände till Egypten.

År 1939 utnämndes hon till lektor i tyska vid egyptiska statsuniversitetet (Fuad I:s universitet, grundat 1925). Jämsides med denna tjänst var hon 1942–1951 professor i historia och statskunskap vid The American University i Cairo.
Vid sidan av undervisningen skrev hon böcker om Egypten på både svenska och engelska, bland annat "Det underbara Egypten" (1938) och "Egyptiska profiler" (1933), samt gjorde översättningar, skrev tidningsartiklar och höll radioföredrag.
En annan svenska i Egypten var botanisten och barnboksförfattaren Vivi Laurent-Täckholm, också hon professor vid det egyptiska statsuniversitet. I samband med ett besök i Stockholm 1949 intervjuades hon av Dagens Nyheter och berättade då om Dagmar Bergs arbete:
| ”                                | Vi svenskar i Egypten har det fortfarande bara bra. Professor Dagmar Berg har utan tvekan gjort den största insatsen där nere. Hon är professor i historia och samtidigt lektor vid Egyptiska statsuniversitetet. Hon undervisar i "politisk vetenskap", så hon har bland annat uppfostrat hela den muhammedanska journalistvärlden. Till universitetet kommer studerande från Saudarabaien, Irak, Iran och Transjordanien. Hon är älskad och dyrkad, och de forna eleverna skriver från Jebel-Druz och alla möjliga håll och vill att hon skall komma och hälsa på dem. Vad de studerande i Egypten vet om Sverige, det vet de genom Dagmar Berg. Hon anordnar folkdanser, jultomtar och visar alla möjliga seder från Norden. | „ |
| – Dagens Nyheter 1 november 1949 | |   |

## Familj
Dagmar Berg var dotter till läkaren, medicine och filosofie doktorn Henrik Berg (1858–1936) och hans hustru Louise, född Bergqvist (1862–1937). Hon var 1910–1924 gift med läraren och prästen Hugo Sommarström (1884–1972).
Hon skrev sig Dagmar Sommarström 1912–1918, Dagmar Berg-Sommarström 1921–1923 och Dagmar Berg från 1933.

### Översättningar
- E. Werner (pseud. för Elisabeth Bürstenbinder): Ett lyckoskott (Nordiska förlaget, 1912)
- E. Rentoul Esler: Kittys friare (Nordiska förlaget, 1912)
- Houston Stewart Chamberlain: Politiska ideal (Askerberg, 1916)
- William Thackeray: Fåfängans marknad (Lindblad, 1917)
- Friedrich Naumann: Mellaneuropa (Lindblad, 1917)
- Ernst Mangold: Våra sinnesorgan och deras funktioner (Norstedt, 1918)
- Frank Swinnerton: Nocturne (Svenska andelsförlaget, 1921)
- A. E. W. Mason: Dödsvakten (Svenska andelsförlaget, 1923)
- Michel de Montaigne: Essayer i urval (Bonnier, 1923)

### Artiklar (urval)
- Drag ur åländskt folkliv förr och nu. De spetälska, publicerad 15 januari 1927 i faderns tidskrift Hälsovännen. Tidskrift för allmän och enskild sjukvård.

### Fotnoter
1. 1 2  ”Dagmar Berg död”. Dagens Nyheter:  s. 21. 12 april 1954. https://arkivet.dn.se/tidning/1954-04-12/11161-100/21. Läst 3 oktober 2024.
2. 1 2  
Berg, Dagmar i Vem är det 1953
3. ↑  ”60 år”. Dagens Nyheter:  s. 11. 20 december 1947. https://arkivet.dn.se/tidning/1947-12-20/11161-345/11. Läst 3 oktober 2024.
4. ↑  Brodjaga (1 november 1949). ”Faraonernas växter undersöks av svenska”. Dagens Nyheter:  s. 7. https://arkivet.dn.se/tidning/1949-11-01/11161-296/7. Läst 3 oktober 2024.
5. ↑   Biografisk matrikel över Svenska kyrkans prästerskap 1914. Supplement 1914-1934.. Lund. 1934. sid. 8. https://runeberg.org/bioprast/1934sup/0008.html

## Övriga källor
- Libris
- Stockholms stadsibibliotek
- Fennica